# Edmund Kletzsch Maschinenfabrik
Die Maschinenfabrik Edmund Kletzsch entstand 1897 und hatte ihren Sitz zunächst in Löbtau. Vorgängerin war die 1867 in Dresden gegründete Maschinenfabrik Johann Hampel. Nach der Eingemeindung von Löbtau nach Dresden ging Kletzsch 1903 nach Coswig bei Dresden.

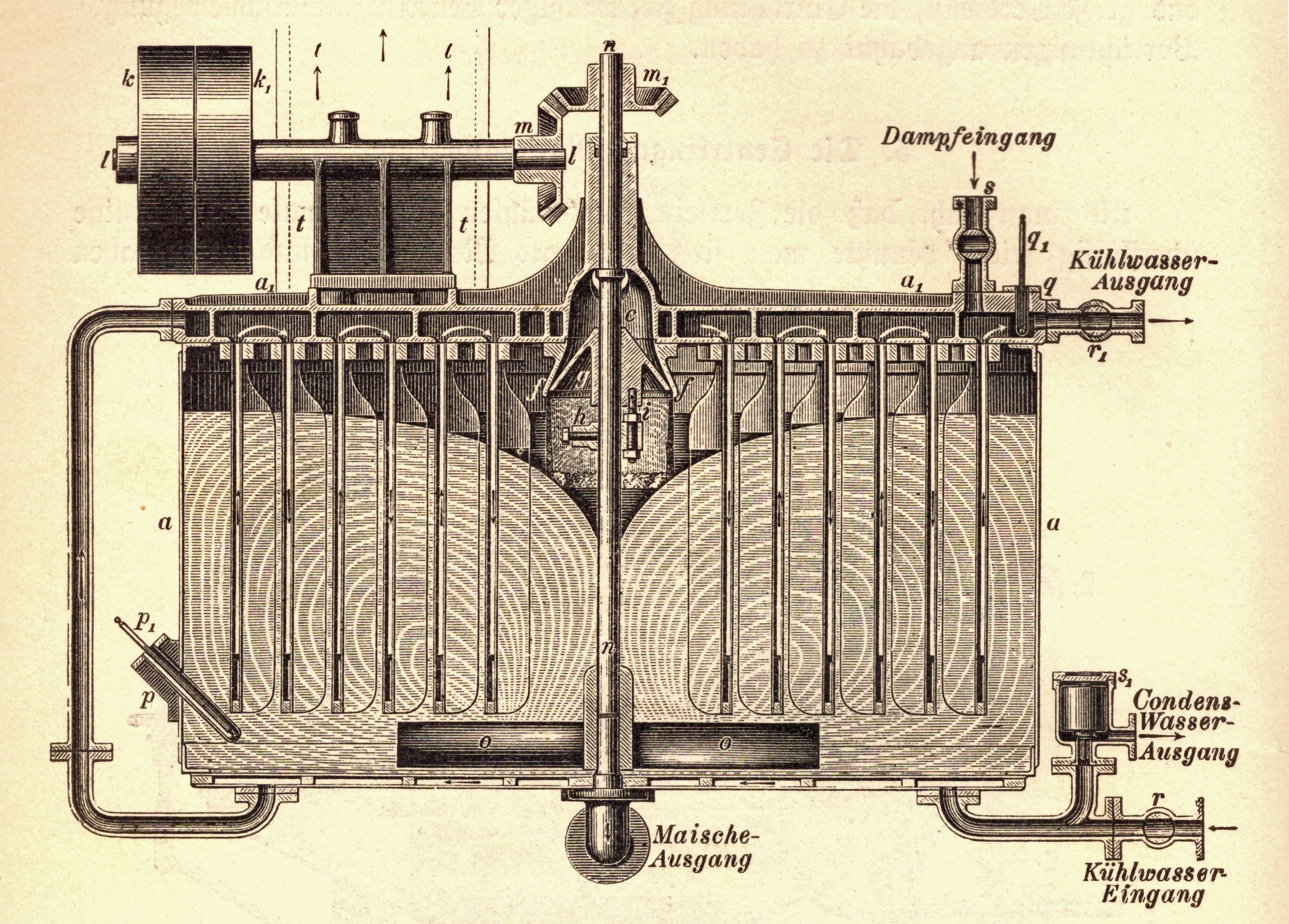
Maischapparat nach Johann Hampel

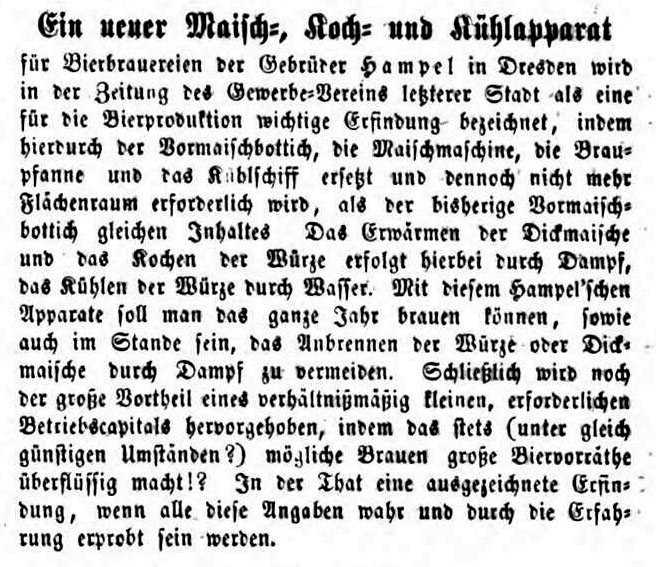
Früher Bericht über den Maischapparat der Gebrüder Hampel in der Allgemeinen Hopfen-Zeitung von 1870

## Johann Hampel

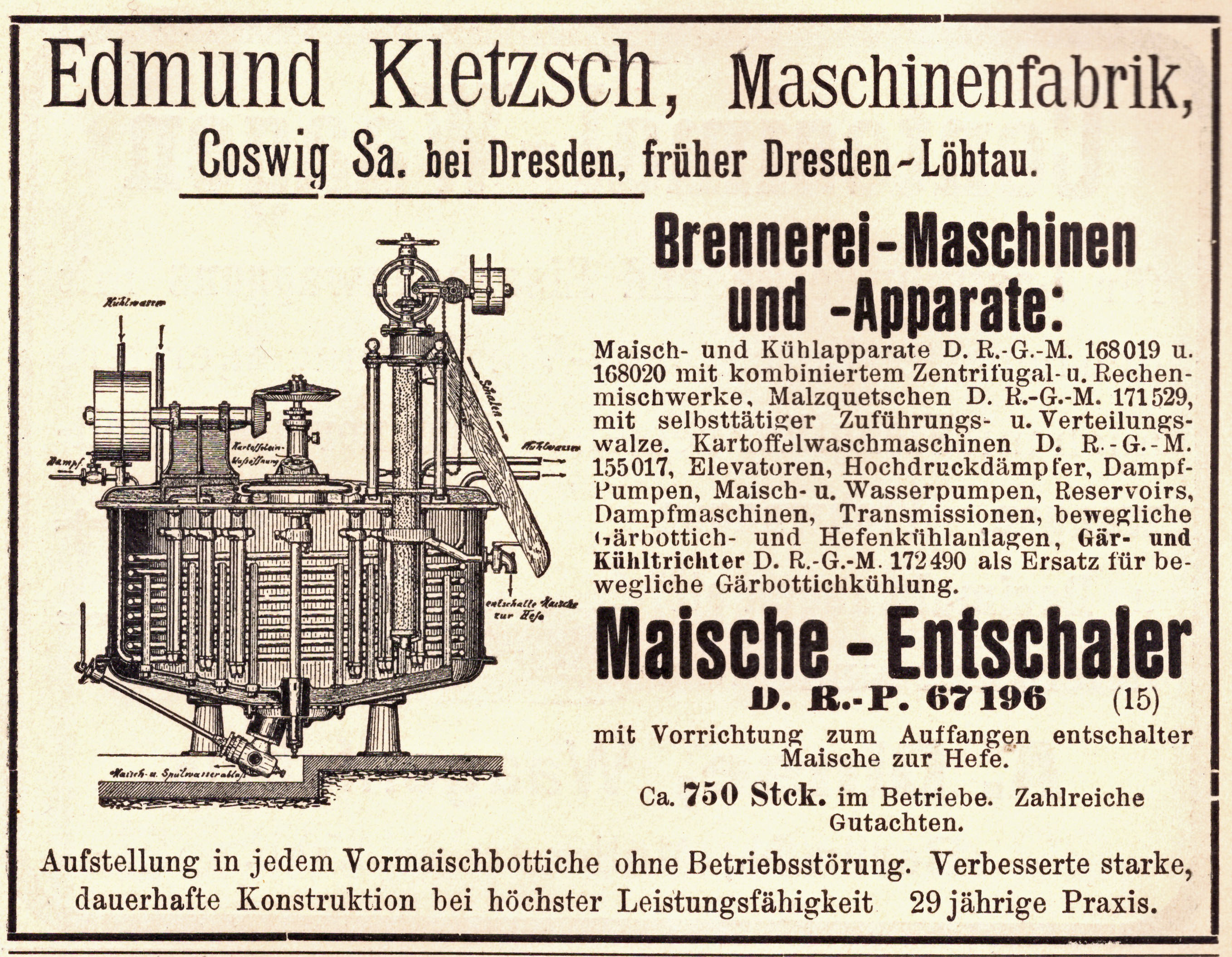
Reklame von 1903 nach dem Umzug von Löbtau nach Coswig bei Dresden

Johann und Josef Adolf Hampel gründeten 1867 in Dresden die Eisengießerei und Kesselfabrik Gebrüder Hampel. Die Brüder gingen bald getrennte Wege. Josef Adolf (Adolf Hampel sen.) schied 1871 aus und gründete im folgenden Jahr in Dresden die Sächsische Dampfkesselfabrik, die er ab 1973 Sächsische Dampfkesselfabrik und Maschinenbau-Anstalt nannte und später nach Löbtau verlegte. Die Fabrik wurde 1875 von Franz Adolf Hampel (Adolf Hampel jun.) übernommen und erlosch 1890 im Handelsregister.
Johann Hampel blieb in der ehemaligen Fabrik Gebrüder Hampel in Dresden und spezialisierte sich auf den Bau von Maschinen für Brauereien und Brennereien. Er meldete Patente für Maischapparate und Kühleinrichtungen an. Das erste Patent, das Johann Hampel beim neu gegründeten Kaiserlichen Patentamt anmeldete, wurde als Nummer 352 am 6. Juli 1877 erteilt, gerade einmal vier Tage nach dem allerersten Patent in Deutschland überhaupt. In den ersten zehn Jahren seit der Gründung hatte die Firma Johann Hampel schon 150 Spiritusbrennereien in Deutschland, Russland, Österreich, Belgien und Schweden ausgerüstet. Die Fabrik in der damaligen Falkenstraße 44 beschäftigte etwa 50 Arbeiter. 1878 bekam das Grundstück die Adresse Zwickauer Straße 32.

## Edmund Kletzsch
Ernst Heinrich Edmund Kletzsch wurde am 11. Juli 1855 in Bischofswerda geboren. Er war der Sohn des Zigarrenfabrikanten Heinrich Wilhelm Kletzsch (1823–1895) und dessen Ehefrau Louise Eleonore Ahsmann (1828–1900). Seit 1887 findet sich Edmund Kletzsch schon als Werkführer im Adressbuch von Dresden in der dritten Etage der Zwickauer Straße 32, dem Standort der Maschinenfabrik Johann Hampel. Vermutlich war er dort angestellt. 1891 heiratete Kletzsch die aus Chemnitz stammende Haustochter Auguste Camilla Stein (1871–1922), die Tochter eines Lokomotivführers. Nach der Geburt des ersten Sohnes Edmund Walter (1892–1918) zog die Familie in das benachbarte Plauen in die Poststraße 3. Walter wurde Ingenieur und starb 26-jährig als Leutnant der Reserve an der Spanischen Grippe.
1897 wurde Edmund Kletzsch Unternehmer, übernahm Erfahrung und Patente von Johann Hampel und gründete 1899 in Löbtau seine eigene Maschinenfabrik. Sie hatte ihren Sitz in der damaligen Dresdner Straße 3. Als Löbtau 1903 nach Dresden eingemeindet wurde, ging die Firma in das nahe gelegene Coswig. Der Sitz war von nun an bis zuletzt in der Fabrikstraße 22. Das Grundstück befand sich damals am Rand von Coswig und grenzte an die Gemeinde Brockwitz. 1918 zog auch die Familie Kletzsch nach Coswig. Gleichzeitig bekam der zweite Sohn Heinrich Hermann Martin (1894–1943) Prokura.
Er agierte fortan neben dem langjährigen Prokuristen Max Richard Wetzig (1878–1945).
In den 1920er Jahren kam als zweites Standbein die Produktion von Windturbinen hinzu. Drei Jahre nachdem seine Ehefrau 50-jährig an Rippenfellentzündung gestorben war, nahm sich Edmund Kletzsch in der Nacht vom 6. zum 7. Oktober 1925 in seiner Wohnung in der Coswiger Kirchstraße 5 das Leben. Im Januar 1926 übernahm sein Sohn Martin die verschuldete Maschinenfabrik. Zwei Jahre später wurde ein Konkursverfahren gegen ihn eröffnet. In dessen Folge erwarb die in Milwaukee ansässige Firma Kletzsch Realty Company das Fabrikgrundstück mit allen darin befindlichen Maschinen, Werkzeugen und Betriebsbeständen. 1930 erlosch die Edmund Kletzsch Maschinenfabrik im Handelsregister. Martin Kletzsch arbeitete 1938 als Wehrmachtsangestellter beim Heeres-Gruppenkommando 4 in Leipzig und ging später nach Magdeburg, wo er sich 1943 in seiner Wohnung erschoss.

## Nachnutzer
An der Adresse firmierte seit 1936 die Firma Conrad & Hempel Coswiger Maschinenbau der beiden Schlossermeister Otto Conrad (Coswig) und Erhard Hempel (Meißen). Im Coswiger Adressbuch von 1941 erschien als Besitzerin der Immobilie in der Fabrikstraße 22 immer noch die Kletzsch Realty Company Maschinenfabrik. Die Offene Handelsgesellschaft Conrad & Hempel Coswiger Maschinenbau wurde 1942 aufgelöst.
Die Straßennummerierung blieb bis zum heutigen Tag erhalten. Die Fabrikstraße wurde allerdings 1963 in Rudolf-Procházka-Straße umbenannt und heißt seit 1990 Industriestraße. Die Reste der Gebäude wurden Ende der 1990er Jahre vom Nachfolger der Firma für Brems- und Kupplungsbeläge COSID, der Rütgers Automotive AG, abgerissen. Auf dem benachbarten Grundstück Industriestraße 20 errichtete im Jahre 2004 die OecoPac Grunert Verpackung GmbH neue Gebäude. Das Grundstück der ehemaligen Maschinenfabrik von Edmund Kletzsch ist gemeinsam mit dem von OecoPac eingezäunt, jedoch noch unbebaut (Stand 2021).

## Produkte

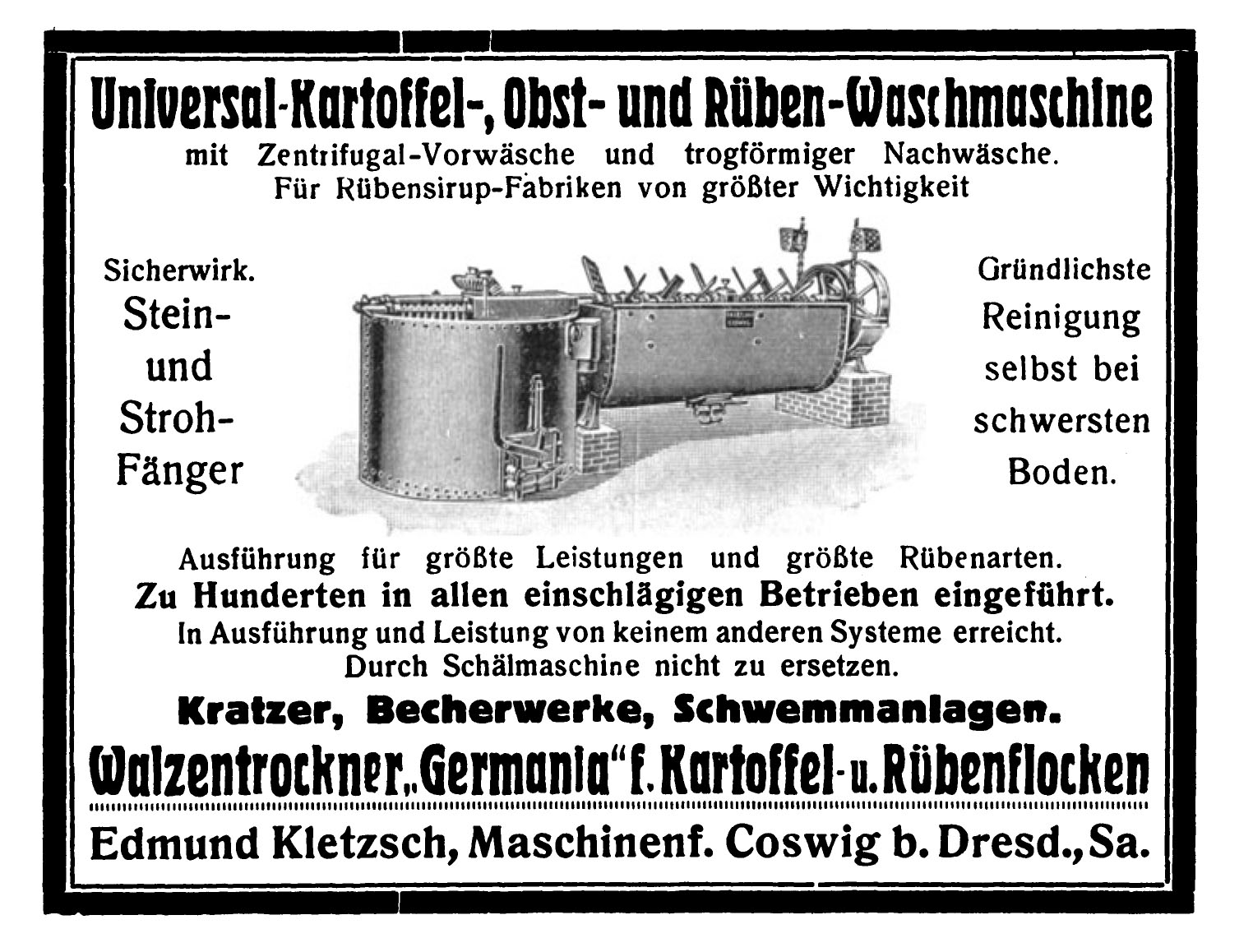
Reklame von 1920

### Brennereimaschinen, Trockenanlagen und Geschirrspülmaschinen
Nach dem Umzug nach Coswig produzierte Kletzsch in großem Umfang Maisch-Maschinen und Hilfsapparate wie Grünmalzquetschen und Pumpen für die Spiritusproduktion. Besonders erfolgreich waren offenbar die schon von Hampel patentierten und von Kletzsch weiterentwickelten Maische-Entschaler. Ab etwa 1915 kamen Walzentrockner und Ventilatoren hinzu. Ein- und Zweiwalzentrockner der Marke Germania für Kartoffel- und Rübenflocken waren die einzigen, deren Walzen statt mit Dampf auch mit 230 °C heißem Öl beheizt werden konnten. Dadurch ließen sich Druckleitungen für Dampf vermeiden. Bei elektrischer Beheizung konnte man sogar auf Dampfkessel verzichten.
Anfang der 1920er Jahre kamen zu den Maschinen zum Maischen auch noch Waschmaschinen für Rüben und Obst sowie Becherwerke und Schwemmanlagen dazu. 1927 erhielt die Firma Kletzsch auf der Gastwirtsausstellung in Pirna eine Goldmedaille für die dort vorgestellte elektrisch angetriebene Essgeschirr-Waschmaschine Coswiga. Erst 1929 stellte Miele seine Geschirrspülmaschine Modell A vor, die nach einigen Quellen die erste elektrisch betriebene Europas sein soll.

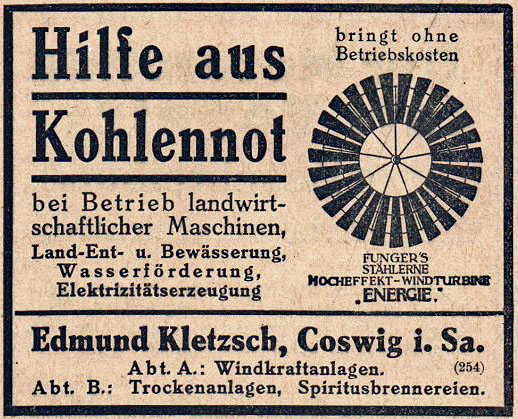
Reklame für Windturbinen 1920

### Windturbinen
Anfang der 1920er Jahre begann die Firma Kletzsch mit der Produktion von Windturbinen. Sie stand damit in Konkurrenz zu den Vereinigten Windturbinenwerken (VWW) in Dresden. Die Bedeutung, die man den Windturbinen beimaß, zeigt sich schon in der Reihenfolge der Abteilungen. Es gab nun eine Abteilung A: Windkraftanlagen und eine Abteilung B: Trockenanlagen und Spiritusbrennereien. Die Windturbinen der Marke Energie waren denen der VWW-Marke Herkules sehr ähnlich. Sie besaßen, ebenso wie die von den VWW, eine Eclipse-Regelung nach Leonard H. Wheeler und hatten Raddurchmesser von 2,5 bis 12,5 m. Die Unterschiede zur Herkules bestanden unter anderem in einer verbesserten Geradführung des Pumpengestänges und einer leicht zugänglichen und frostsicheren Turmlagerschmierung. Man unterschied Pumpwindturbinen, die ausschließlich zum Pumpen von Wasser bestimmt waren, und Kraftwindturbinen, die Maschinen direkt antreiben konnten oder auch zur Erzeugung von Elektroenergie geeignet waren.
Beworben wurden die Windturbinen mit einem Patent von Alfred Kurt Funger aus Dresden und mit der Bezeichnung „stählerne Hocheffekt-Windturbine“. Man bot auch passende Stahlfachwerktürme an. Für Holztürme gab es nur die Konstruktionsunterlagen. In relativ großer Zahl wurden die Turbinen der Marke Energie als Poldermühlen in den Niederlanden eingesetzt. Im Gegensatz zu den Herkules-Turbinen der VWW (in den Niederlanden auch Hercules.Metallicus) wurden die Turbinen der Marke Energie durch die in Hoorn ansässige Firma N.V. Electro-Technisch Bureau Scholten & Pijper importiert.
| Ort                                                | Provinz(heute) | Höhe Turm        | Durchmesser Windrad | Anzahl Rotorblätter | Koordinaten                                   | Bild | Bemerkungen                                 |
| -------------------------------------------------- | -------------- | ---------------- | ------------------- | ------------------- | --------------------------------------------- | ---- | ------------------------------------------- |
| Jousterp in der Gemeinde Súdwest-Fryslân           | Friesland (NL) | 10 m             | 10 m                | 30                  | 53° 1′ 51,2″ N, 5° 29′ 4″ O (Jousterperweg 8) |      | errichtet 1924; Rijksmonument Nummer 516532 |
| Uitwellingerga Süd in der Gemeinde Súdwest-Fryslân | Friesland (NL) | 10 m (geschätzt) | 9 m                 | 21                  | 53° 0′ 26,5″ N, 5° 44′ 1,9″ O (Sjuwedyk 16)   |      | errichtet 1929; Rijksmonument Nummer 515180 |

## Gebrauchsmuster
- DRGM 155 017 Kartoffelwaschanlagen
- DRGM 168 019 Maischwerk, bestehend aus zwei oder mehreren etwas schraubenartig gewundenen, horizontalen Rührarmen mit darauf befindlichen, vertikalen Rührstäben (1902)
- DRGM 168 020 Kühlapparate
- DRGM 171 529 Malzquetschen mit selbsttätiger Zuführungs- und Verteilungswalze
- DRGM 172 490 Gär- und Kühltrichter

## Patente

### Johann Hampel
- Patent  DE352: Maisch- und Kühlapparat mit Mischrad und Ventilator. Angemeldet am 5. Juli 1877, Erfinder: Johann Hampel (DRP).‌
- Patent  DE10664: Pumpwerk. Angemeldet am 30. November 1879, Erfinder: Johann Hampel (DRP).‌
- Patent  DE27208: Destillirapparat für continuirlichen Betrieb; in Bezug auf den Patent-Anspruch I Neuerung an der unter No. 3537 patentierten Destillirkolonne. Angemeldet am 13. November 1881, veröffentlicht am 27. Juni 1884, Erfinder: Johann Hampel (DRP).‌
- Patent  DE55758: Treberfänger für Maische. Angemeldet am 28. Juni 1890, veröffentlicht am 1. April 1891, Erfinder: Johann Hampel (DRP).‌
- Patent  DE67196A: Entschaler für Maische. Angemeldet am 19. September 1892, veröffentlicht am 1. März 1893, Erfinder: Johann Hampel (DRP).‌

### Edmund Kletzsch
- Patent  DE224527: Mit hochsiedender Flüssigkeit erhitzte Trockenwalze. Angemeldet am 23. Dezember 1909, veröffentlicht am 22. Juli 1910, Erfinder: Edmund Kletzsch und Albert Haase (DRP).‌
- Patent  DE231636: Zweiwalzentrockner. Angemeldet am 5. Juli 1910, veröffentlicht am 27. Februar 1911, Erfinder: Edmund Kletzsch (DRP).‌
- Patent  US1612110: Screw Propeller. Angemeldet am 25. November 1924, veröffentlicht am 28. Dezember 1926, Anmelder: Maschinenfabrik Edmund Kletzsch, Erfinder: Alfred Kurt Funger.‌[48]